# Pseudocrossidium carinatum
Pseudocrossidium carinatum là một loài Rêu trong họ Pottiaceae. Loài này được (Gillies ex Grev.) R.H. Zander miêu tả khoa học đầu tiên năm 1993.